# UCI Africa Tour 2015
Die UCI Africa Tour 2015 ist die elfte Austragung des zur Saison 2005 vom Weltradsportverband UCI eingeführten afrikanischen Straßenradsport-Kalenders unterhalb der UCI WorldTour, der zu den UCI Continental Circuits gehört. Die Saison beginnt am 1. Januar 2015 und endet am 31. Dezember 2015.
Die Eintagesrennen und Etappenrennen der UCI Africa Tour sind in drei Kategorien (HC, 1 und 2) eingeteilt. Bei jedem Rennen werden Punkte für eine Gesamtwertung der Fahrer, Mannschaften und Nationen vergeben. An dieser Mannschaftswertung nehmen die Professional Continental Teams und die Continental Teams teil. An der Nationenwertung nehmen nur die Nationen des Kontinents teil, gezählt werden aber die Ergebnisse aller Circuits. An den einzelnen Rennen können auch UCI WorldTeams teilnehmen, die von Fahrern der WorldTeams erzielten Platzierungen bleiben aber für die Rankings außer Betracht.

Zu den Regeln der einzelnen Ranglisten: 

## Januar
| Datum   | Rennen        | Kat. | Sieger            | Team                       |
| ------- | ------------- | ---- | ----------------- | -------------------------- |
| 14.–18. | Tour of Egypt | 2.2  | Francisco Mancebo | Skydive Dubai-Al Ahli Club |

## Februar
| Datum   | Rennen                                                | Kat. | Sieger                                                            | Team                       |
| ------- | ----------------------------------------------------- | ---- | ----------------------------------------------------------------- | -------------------------- |
| 9.      | Afrikameisterschaft – Mannschaftszeitfahren           | CC   | Natnael Berhane Mekseb Debesay Merhawi Kudus Daniel Teklehaimanot | Eritrea                    |
| 11.     | Afrikameisterschaft – Einzelzeitfahren                | CC   | Tsgabu Grmay                                                      | Äthiopien                  |
| 14.     | Afrikameisterschaft – Straßenrennen                   | CC   | Louis Meintjes                                                    | Südafrika                  |
| 16.–22. | La Tropicale Amissa Bongo                             | 2.1  | Rafaâ Chtioui                                                     | Skydive Dubai-Al Ahli Club |
| 26.     | Les Challenges de la Marche Verte – GP Sakia El Hamra | 1.2  | Salaheddine Mraouni                                               | Marokko                    |
| 28.     | Les Challenges de la Marche Verte – GP Oued Eddahab   | 1.2  | Essaïd Abelouache                                                 | Marokko                    |

## März
| Datum   | Rennen                                            | Kat. | Sieger                  | Team                                     |
| ------- | ------------------------------------------------- | ---- | ----------------------- | ---------------------------------------- |
| 1.      | Les Challenges de la Marche Verte – GP Al Massira | 1.2  | Abdelatif Saadoune      | Marokko                                  |
| 6.      | Circuit International d’Alger                     | 1.2  | Hichem Chaabane         | Cevital                                  |
| 7.–9.   | Tour Internationale d’Oranie                      | 2.2  | Azzedine Lagab          | Groupement Sportif des Pétrolier Algérie |
| 10.     | Grand Prix de la Ville d’Oran                     | 1.2  | Janvier Hadi            | Ruanda                                   |
| 12.–14. | Tour International de Blida                       | 2.2  | Mekseb Debesay          | Eritrea                                  |
| 14.–22. | Tour du Cameroun                                  | 2.2  | Clovis Kamzong          | SNH Vélo Club                            |
| 15.     | Criterium International de Sétif                  | 1.2  | Mekseb Debesay          | Eritrea                                  |
| 16.–19. | Tour International de Sétif                       | 2.2  | Nabil Baz               | Vélo Club SOVAC                          |
| 21.–24. | Tour Internationale d’Annaba                      | 2.2  | Hichem Chaabane         | Cevital                                  |
| 25.–27. | Tour International de Constantine                 | 2.2  | Amanuel Ghebreigzabhier | Eritrea                                  |
| 30.     | Critérium International de Blida                  | 1.2  | Abdelbasset Hannachi    | Groupement Sportif des Pétrolier Algérie |

## April
| Datum   | Rennen           | Kat. | Sieger            | Team            |
| ------- | ---------------- | ---- | ----------------- | --------------- |
| 3.–12.  | Tour du Maroc    | 2.2  | Tomasz Marczyński | Torku Şekerspor |
| 15.–19. | Mzansi Tour      | 2.2  | abgesagt          |                 |
| 27.     | PMB Road Classic | 1.2  | Reynard Butler    | Team Abantu     |

## Mai
| Datum | Rennen                                            | Kat. | Sieger                              | Team                                |
| ----- | ------------------------------------------------- | ---- | ----------------------------------- | ----------------------------------- |
| 1.    | Mayday Classic                                    | 1.2  | Nicholas Dlamini 1 Hendrik Kruger 1 | MTN-Qhubeka Feeder Team Team Abantu |
| 3.    | Hibiscus Cycle Classic                            | 1.2  | Metkel Eyob                         | MTN-Qhubeka Feeder Team             |
| 7.    | Challenge du Prince – Trophée Princier            | 1.2  | Salaheddine Mraouni                 | Marokko                             |
| 9.    | Challenge du Prince – Trophée de l'Anniversaire   | 1.2  | Essaïd Abelouache                   | Marokko                             |
| 10.   | Challenge du Prince – Trophée de la Maison Royale | 1.2  | Anasse Aït El Abdia                 | Marokko                             |

## September
| Datum  | Rennen                   | Kat. | Sieger            | Team    |
| ------ | ------------------------ | ---- | ----------------- | ------- |
| 26.–2. | Tour Ivoirien de la Paix | 2.2  | Mouhssine Lahsaïn | Marokko |

## Oktober
| Datum   | Rennen                  | Kat. | Sieger            | Team    |
| ------- | ----------------------- | ---- | ----------------- | ------- |
| 14.–18. | Grand Prix Chantal Biya | 2.2  | Mouhssine Lahsaïn | Marokko |
| 31.–9.  | Tour du Faso            | 2.2  | Mouhssine Lahsaïn | Marokko |

## November
| Datum   | Rennen         | Kat. | Sieger                | Team                  |
| ------- | -------------- | ---- | --------------------- | --------------------- |
| 15.–22. | Tour of Rwanda | 2.2  | Jean Bosco Nsengimana | Team Rwanda Karisimbi |

## Dezember
| Datum | Rennen                                             | Kat. | Sieger             | Team                    |
| ----- | -------------------------------------------------- | ---- | ------------------ | ----------------------- |
| 17.   | Les Challenges Phosphatiers – Challenge Khouribga  | 1.2  | Mouhssine Lahsaïn  | Al Marakeb Cycling Team |
| 19.   | Les Challenges Phosphatiers – Challenge Youssoufia | 1.2  | Abdelatif Saadoune | Al Marakeb Cycling Team |
| 20.   | Les Challenges Phosphatiers – Challenge Ben Guerir | 1.2  | Lahcen Saber       | Marokko                 |

## Gesamtwertung
(Endstand: 31. Dezember 2015)
| Platz | Fahrer              |          | Team | Punkte |
| ----- | ------------------- | -------- | ---- | ------ |
| 1.    | Salaheddine Mraouni | Marokko  |      | 289    |
| 2.    | Mouhssine Lahsaini  | Marokko  |      | 271    |
| 3.    | Essaïd Abelouache   | Marokko  |      | 240    |
| 4.    | Rafaâ Chtioui       | Tunesien | SKD  | 221    |
| 5.    | Mekseb Debesay      | Eritrea  | BAI  | 219    |

| Platz | Team                                     |                              | Punkte |
| ----- | ---------------------------------------- | ---------------------------- | ------ |
| 1.    | Skydive Dubai-Al Ahli Club               | Vereinigte Arabische Emirate | 571    |
| 2.    | Groupement Sportif des Pétrolier Algérie | Algerien                     | 499    |
| 3.    | MTN-Qhubeka                              | Sudafrika                    | 471    |
| 4.    | Bike Aid                                 | Deutschland                  | 239    |
| 5.    | Team Europcar                            | Frankreich                   | 185    |

| Platz | Nation    | Punkte |
| ----- | --------- | ------ |
| 1.    | Marokko   | 1704   |
| 2.    | Algerien  | 1161   |
| 3.    | Südafrika | 876    |
| 4.    | Eritrea   | 802    |
| 5.    | Ruanda    | 613    |

| Platz | Nation (U23) | Punkte |
| ----- | ------------ | ------ |
| 1.    | Algerien     | 444    |
| 2.    | Ruanda       | 320    |
| 3.    | Eritrea      | 290    |
| 4.    | Marokko      | 238    |
| 5.    | Südafrika    | 163    |